# لوئیس لوکه
لوئیس لوکه (اسپانیایی: Luis Luque‎؛ زادهٔ ۱۲ ژوئن ۱۹۵۶) بازیگر اهل آرژانتین است.
از فیلم‌ها یا مجموعه‌های تلویزیونی که وی در آن‌ها نقش داشته‌است، می‌توان به زنان قاتل اشاره نمود.